# 6212 Franzthaler
A 6212 Franzthaler (ideiglenes jelöléssel (6212) 1993 MS1) (Franzthaler) a Naprendszer kisbolygóövében található aszteroida. M. Nassir fedezte fel 1993. június 23-án.